# Aleksandra Chudina
Aleksandra Georgyevna Chudina (en russe : Александра Георгиевна Чудина, Aleksandra Gueorguiïevna Tchoudina ; née le 6 novembre 1923 à Kramskaïa et morte le 28 octobre 1990 à Moscou) est une athlète soviétique, spécialiste du saut en hauteur, du saut en longueur et du lancer du javelot.

## Carrière

### Athlétisme
Concourant sous les couleurs de l'URSS dès le début des années 1950, elle s'illustre lors des Jeux olympiques de 1952, à Helsinki, en s'adjugeant trois médailles : l'argent au saut en longueur et au lancer du javelot et le bronze dans l'épreuve du saut en hauteur.
En 1954, à Berne, Aleksandra Chudina devient championne d'Europe du pentathlon avec 4 526 points, devant les Allemandes Maria Sander et Maria Sturm. Elle se classe par ailleurs deuxième de l'épreuve du saut en longueur.
Le 22 mai 1954, à Kiev, la Soviétique établit un nouveau record du monde du saut en hauteur avec 1,73 m, améliorant d'un centimètre l'ancienne meilleure marque mondiale détenue depuis 1951 par la Britannique Sheila Lerwill.

### Volley-ball
Elle évolue par ailleurs en tant que joueuse de volley-ball. Sélectionnée à plusieurs reprises dans l'équipe d'URSS, elle remporte les Championnats du monde en 1952, 1956 et 1960, ainsi que les Championnats d'Europe en 1949, 1950, 1951 et 1958.

## Palmarès
| Date | Compétition           | Lieu     | Résultat | Épreuve           |
| ---- | --------------------- | -------- | -------- | ----------------- |
| 1952 | Jeux olympiques       | Helsinki | 2e       | Saut en longueur  |
| 1952 | Jeux olympiques       | Helsinki | 2e       | Lancer du javelot |
| 1952 | Jeux olympiques       | Helsinki | 3e       | Saut en hauteur   |
| 1954 | Championnats d'Europe | Berne    | 1re      | Pentathlon        |
| 1954 | Championnats d'Europe | Berne    | 2e       | Saut en longueur  |

## Records
| Épreuve           | Performance | Lieu | Date |
| ----------------- | ----------- | ---- | ---- |
| Saut en hauteur   | 1,73 m      |      | 1954 |
| Saut en longueur  | 6,24 m      |      | 1953 |
| Lancer du javelot | 52,75 m     |      | 1953 |